# The Paris Review
The Paris Review är ett engelskspråkigt litterärt magasin som startades 1953. Det grundades av Peter Matthiessen, Harold L. Humes, och George Plimpton. Plimpton var även magasinets första redaktör. Magasinet ges ut kvartalsvis. Redaktionen var först lokaliserad in Paris, men flyttade till New York 1973.
Under Plimptons redaktörskap (1953-2003) så blev The Paris Review känt för att publicera kvalitativa skönlitterära texter och poesi av både kända och mindre kända författare. De har gett författare som Philip Roth, Jack Kerouac och Adrienne Rich en skjuts framåt i karriären. De har även publicerat intervjuer med kända författare som till exempel Margaret Atwood, Ernest Hemingway, Nadine Gordimer och T.S. Eliot.